# Numeración china

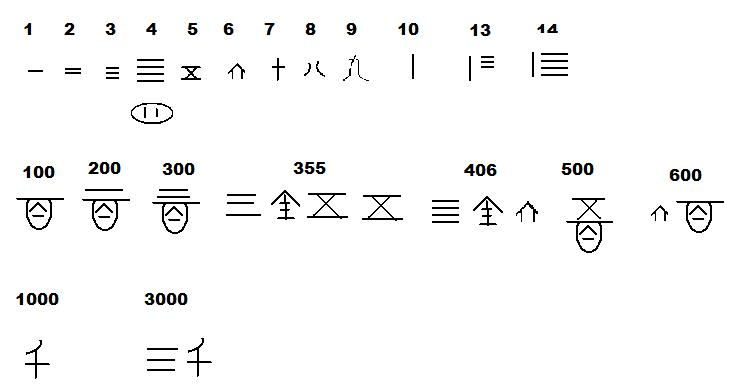
Númeración china

Los hablantes del idioma chino usan tres sistemas de numeración escritos: el mundialmente usado sistema indoarábigo, y dos antiguos sistemas propiamente chinos: el clásico sistema de escritura por caracteres (fonético) que aún se usa en algunas ceremonias, transacciones comerciales o cuando se escriben notas de banco como cheques (pues su complejidad dificulta la falsificación); y un sistema posicional, el huama (en chino tradicional, 花碼; en chino simplificado, 花码; pinyin, huāmǎ; literalmente, ‘números floridos o sofisticados’), que está siendo gradualmente suplantado por el arábigo. Actualmente, el sistema huāmǎ es la única variación superviviente del sistema numérico de varillas y se usa exclusivamente en mercados chinos como en Hong Kong. 
Todos los caracteres chinos de color azul en este artículo son vínculos a sus respectivas entradas en el Wikcionario.

## Numeración china
Existen nueve caracteres, estos caracteres representan los números del uno al nueve, y los restantes representan números más grandes como decenas, centenas, millares... Existen dos juegos de caracteres numéricos chinos: uno para la escritura coloquial y otro para contextos comerciales o financieros. Este último se conoce como dàxiě (en chino tradicional, 大寫; en chino simplificado, 大写), y surgió a causa de que los numerales tradicionales eran muy simples, y por lo tanto muy fáciles de adulterar escribiendo trazos extra:
S significa "simplificado", T marca que es "tradicional".
| Pinyin    | Financiero      | Normal        | Valor   | Notas |
| --------- | --------------- | ------------- | ------- | --- |
| lîng      | 零              | 〇            | 0       | |
| yī        | 壹              | 一            | 1       | también 弌 (obsoleto) también 幺(S)/么(T) (yāo) en números de teléfono, etc. ver nota al pie.                                                                             |
| èr        | 貳 (T) o 贰 (S) | 二            | 2       | también 弍 (obsoleto) 两 (S), 兩 (T) (liǎng) se usa delante de una medida.                                                                                                |
| sān       | 叄 (T) o 叁 (S) | 三            | 3       | 弎 (obsoleto) También se acepta 參(T) o 参 (S). |
| sì        | 肆              | 四            | 4       | |
| wǔ        | 伍              | 五            | 5       | |
| liù       | 陸              | 六            | 6       | |
| qī        | 柒              | 七            | 7       | |
| bā        | 捌              | 八            | 8       | |
| jiǔ       | 玖              | 九            | 9       | |
|           |                 |               |         | |
| shí       | 拾              | 十            | 10      | Aunque hay gente que usa 什, eso no es válido en chino. |
| niàn      | 念 o 貳拾       | 廿 o 卄       | 20      | 卄, raramente. Se usaba la mayoría del tiempo en calendarios, en cualquier otro caso se usa 二十. Se pronuncia como ya en cantonés. véase Construyendo números más abajo. |
| sà        | 叄拾            | 卅            | 30      | Usado mayoritariamente en calendarios (normalmente se utiliza 三十) |
| xì        | 肆拾            | 卌            | 40      | raramente usado (se usa más 四十) |
| bǎi       | 佰              | 百            | 100     | |
| qiān      | 仟              | 千            | 1 000   | |
| wàn       | 萬              | 万 (S) 萬 (T) | 104     | Los números chinos se agrupan por decenas de millar véase Construyendo números más abajo.                                                                                 |
|           |                 |               |         | |
| yì        | 億              | 亿 (S) 億 (T) | 108     | también puede significar 105 en textos antiguos. véase Sistemas para números grandes más abajo.                                                                           |
| zhào      | 兆              |               | 1012    | también puede significar 106 (Mega (prefijo)) o 1016 en contextos antiguos.                                                                                               |
| jīng      | 京 (o 經)       |               | 1016    | (chino antiguo) También: 107, 1024, 1032. |
| gāi       | 垓              |               | 1020    | (chino antiguo) También: 108, 1032, 1064. |
| zǐ        | 秭              |               | 1024    | (chino antiguo) También: 109, 1040, 10128. |
| ráng      | 穰              |               | 1028    | (chino antiguo) También: 1010, 1048, 10256. |
| gōu       | 溝              |               | 1032    | (chino antiguo) También: 1011, 1056, 10512. |
| jiàn      | 澗              |               | 1036    | (chino antiguo) También: 1012, 1064, 101024. |
| zhèng     | 正              |               | 1040    | (chino antiguo) También: 1013, 1072, 102048. |
| zài       | 載              |               | 1044    | (chino antiguo) También: 1014, 1080, 104096. |
| jí        | 極              |               | 1048    | (chino antiguo) También: 1015, 1088, 108192. |
| hénghéshā | 恒河沙          |               | 1052    | (chino antiguo) |
|           | 阿僧祇          |               | 1056    | (chino antiguo) |
|           | 那由他          |               | 1060    | (chino antiguo) |
|           | 不可思議        |               | 1064    | (chino antiguo) |
|           | 無量大數        |               | 1068    | (chino antiguo) |
|           |                 |               |         | |
| fēn       | 分              |               | 1/10    | también deci como prefijo, véase Prefijos del SI más abajo |
| lí        | 釐              | 厘            | 1/100   | también centi |
| háo       | 毫              |               | 1/1 000 | también mili |
| sī        | 絲              |               | 10-4    | (chino antiguo) |
| hū        | 忽              |               | 10-5    | (chino antiguo) |
| wēi       | 微              |               | 10-6    | también micro como prefijo, véase Prefijos del SI más abajo |
| xiān      | 纖              |               | 10-7    | (chino antiguo) |
| shā       | 沙              |               | 10-8    | (chino antiguo) |
| chén      | 塵              |               | 10-9    | (chino antiguo) En unidades del SI se denomina 納 nà |
| āi        | 埃              |               | 10-10   | (chino antiguo) |
| miǎo      | 渺              |               | 10-11   | (chino antiguo) |
| mò        | 漠              |               | 10-12   | (chino antiguo) |

en chino simplificado y tradicional, 幺; pinyin, yāo; literalmente, ‘el menor’, es muy usado en la China continental en vez yī en series de números como números de teléfono, etc, para evitar confusión entre esa y otras palabras de sonido parecido. No se usa nunca para contar, y tampoco en Taiwán (exceptuando los soldados en el ejército chino, la policía y el número de emergencia 119), ni en Hong Kong ni en Macao (excepto que estén hablando en mandarín estándar).

## Gestos manuales
Los números pueden ser sugeridos en China por gestos manuales, casi todos de una mano. Los números de uno a diez se muestran de la siguiente forma:
1. Dedo índice extendido.
2. Dedos índice y medio rectos formando una V.
3. Dedos índice, medio y anular extendidos.
4. Todos los dedos extendidos excepto el pulgar, que está cerrado.
5. Índice y pulgar extendidos.
6. Dedo meñique y pulgar separados, los otros dedos cerrados (simbólico del número "seis" chino: 六, liù).
7. Las puntas de los pulgares se tocan. Solo el pulgar y los primeros dos dedos están abiertos, el resto cerrados.	 
  - En Taiwán y Hong Kong se realiza con los dedos pulgar e índice.
8. El pulgar y el índice se separan (como una "L"), ambas manos enfrentadas, los otros dedos cerrados (八, bā "ocho").
  - En Taiwán y Hong Kong, el pulgar, el índice y el medio.
9. Todos los dedos cerrados excepto el índice, que muestra un gancho abierto en la base (九, jiǔ "nueve").
  - En Taiwán y Hong Kong, el pulgar y tres dedos más
10. Se puede representar de las siguientes formas:
  - Mano apretada en forma de un puño, vuelta hacia el observador.
  - Dedos índice y medio cruzados.
  - Ambos dedos índice extendidos, simbolizando una cruz (十, shí "Diez").

## Construcción de números
Los números de varios dígitos se construyen siguiendo un principio multiplicativo: primero el dígito (de 1 a 9), luego el lugar (10, 100...), y después el próximo dígito.
En chino mandarín, se usa más el multiplicador 兩 (liǎng) que 二 (èr) para todos los números mayores que 200 y con el numeral "2". Ambos usos se consideran correctos. En cantonés, 二 (yi6) se usa para representar el "2" en cualquier número. En el dialecto de Chaozhou (Teochew), al sur de Min, se usa 兩 (no6) para este fin. Así tenemos que:
| Número | Estructura                         | Caracteres (dialecto) | Caracteres (dialecto) | Caracteres (dialecto) | Caracteres (dialecto) |
| Número | Estructura                         | Mandarín              | Cantonés              | Chaozhou              | Shanghái              |
| ------ | ---------------------------------- | --------------------- | --------------------- | --------------------- | --------------------- |
| 60     | [6] [10]                           | 六十                  | 六十                  | 六十                  | 六十                  |
| 20     | [2] [10] o [20]                    | 二十                  | 二十 o 廿             | 二十                  | 廿                    |
| 200    | [2] (èr) o (liǎng) [100]           | 二百 o 兩百           | 二百                  | 兩百                  | 兩百                  |
| 2000   | [2] (liǎng) [1000]                 | 兩千                  | 二千                  | 兩千                  | 兩千                  |
| 45     | [4] [10] [5]                       | 四十五                | 四十五                | 四十五                | 四十五                |
| 2,362  | [2] [1,000] [3] [100] [6] [10] [2] | 兩千三百六十二        | 二千三百六十二        | 兩千三百六十二        | 兩千三百六十二        |

En los siguientes números, del 11 al 19, se suele omitir el primer uno (一). En algunos dialectos (como el shanghainés), cuando solo hay dos dígitos significativos en el número, el "uno" a la izquierda (pero nunca la palabra diez, no confundirse) y los ceros se omiten, pero esto no es correcto gramaticalmente. A veces, el uno antes de "diez" en el medio de un número, como 213, se omite, lo cual también es gramaticalmente incorrecto. Por lo que tenemos:
| Número | Chino escrito                     | Chino escrito  | Uso coloquial                                          | Uso coloquial                                          |
| Número | Estructura                        | Caracteres     | Estructura                                             | Caracteres                                             |
| ------ | --------------------------------- | -------------- | ------------------------------------------------------ | ------------------------------------------------------ |
| 14     | [10] [4]                          | 十四           |                                                        |                                                        |
| 12000  | [1] [10000] [2] [1000]            | 一萬二千       | [1] [10000] [2] o [10000] [2]                          | 一萬二 o 萬二                                          |
| 114    | [1] [100] [1] [10] [4]            | 一百一十四     | [1] [100] [10] [4]                                     | 一百十四                                               |
| 1158   | [1] [1000] [1] [100] [5] [10] [8] | 一千一百五十八 | (nunca se omite nada en números tan grandes como este) | (nunca se omite nada en números tan grandes como este) |

En ciertos textos antiguos como la Biblia protestante o en lírica, números como 114 se pueden escribir como [100] [10] [4] (百十四).
Para números mayores que una miríada, se aplica el mismo agrupamiento de cifras que en inglés, aunque por conveniencia, en grupos de cuatro en vez de grupos de tres: por ejemplo, 1 234 567 890 se reagruparía como 12,3456,7890 (se usan comas de separador de miles). De una miríada en adelante, cada palabra numérica representa un valor de 10000 veces el anterior: 10000 × wàn (萬) = yì (億), 10000 × yì (億) = zhào (兆). Si uno de los grupos está entre 10 y 19, la cifra "uno" a la izquierda se omite al igual que en el punto anterior. Se puede ver un ejemplo en la siguiente tabla (los números en paréntesis indican que se han escrito agrupados como un solo número, sin expandirse en varios):
| Número                                 | Estructura                                                          | Caracteres                                         |
| -------------------------------------- | ------------------------------------------------------------------- | -------------------------------------------------- |
| 12 345 678 902 345 (12,3456,7890,2345) | (12) [1 0000 0000 0000] (3456) [1 0000 0000] (7890) [1 0000] (2345) | 十二兆三千四百五十六億七千八百九十萬兩千三百四十五 |

Los ceros interiores que precedan a la posición de unidades (como en 1002) deben ser nombrados explícitamente, para evitar la ambigüedad con los ceros que coloquialmente se omiten en otros números como 1200. Un cero es suficiente para ese fin. Cuando el cero está delante de otro dígito (decenas, centenas, etc.), el cero explícito no es ambiguo y por lo tanto es opcional, aunque recomendable.
| Número                 | Estructura                                   | Caracteres                            |
| ---------------------- | -------------------------------------------- | ------------------------------------- |
| 205                    | [2] [100] [0] [5]                            | 二百〇五                              |
| 100 004 (10,0004)      | [10] [1,0000] [0] [4]                        | 十萬〇四                              |
| 10 050 026 (1005,0026) | (1005) [1,0000] (26) o (1005) [1,0000] (026) | 一千〇五萬〇二十六 o 一千〇五萬二十六 |

## Sistemas para números grandes
Para caracteres numerales mayores que 萬 (wàn) / miríada · wikt, llegaron a existir cuatro sistemas:
| Sistema | 億 (yì) | 兆 (zhào) | 京 (jīng) | 垓 (gāi) | 秭 (zǐ) | 穰 (ráng) | Factor de incremento                                |
| 1       | 105     | 106       | 107       | 108      | 109     | 10        | Cada número es 10 (十 shí) veces el anterior.       |
| 2       | 1010    | 1012      | 1016      | 1020     | 1024    | 1028      | Cada número es 10 000 veces (萬 wàn) el anterior.   |
| 3       | 108     | 1016      | 1024      | 1032     | 1040    | 1048      | Cada número es 108 (萬萬 wànwàn) veces el anterior. |
| 4       | 108     | 1016      | 1032      | 1064     | 10128   | 10256     | Cada número es el cuadrado del anterior.            |

En el chino actual, solo se usa el segundo sistema para expresar números. Aunque hay cierta controversia sobre el valor de 兆 (zhào), el uso es generalmente consistente en todas las comunidades chinas, al igual que en Japón. De todas formas, la mayor parte de la gente no reconoce numerales mayores que 兆 (zhào) (1012) y las definiciones de diccionario para estos pueden ser inconsistentes.

## Prefijos del SI
El símbolo 兆 (zhào) = 106 aún perdura, en concreto como traducción para el prefijo del SI Mega (prefijo), puesto que de otra forma no habría ningún numeral chino para ese valor particular. Esta traducción ha causado gran confusión.
Para más complicación, un reciente intento de traducir prefijos del SI usó numerales más grandes y raros para múltiplos mayores, tal como 京 (jīng) para giga, y números fraccionarios más raros para fracciones pequeñas, como 纖 (xiān) para nano, creando aún más valores para cada numeral.
Hoy en día, tanto en el gobierno de la República Popular China (China continental, Hong Kong y Macao) como en el de la República de China (Taiwán) adoptaron métodos estándar que usaran transliteraciones fonéticas para los prefijos. De todas formas, hay diferencias entre los caracteres usados en cada método, y la definición de 兆 (zhào) es diferente entre los dos estándares. La tabla a continuación de este texto refleja las transcripciones en ambos sistemas con la traducción más reciente.
| Valor | Símbolo | Español        | Traducción reciente | Estándar de la RPC | Estándar de la RC |
| ----- | ------- | -------------- | ------------------- | ------------------ | ----------------- |
| 1024  | Y       | yotta          |                     | 尧 yáo             | 佑 yòu            |
| 1021  | Z       | zetta          |                     | 泽 zé              | 皆 jiē            |
| 1018  | E       | exa            | 穰 ráng             | 艾 ài              | 艾 ài             |
| 1015  | P       | peta           | 秭 zǐ               | 拍 pāi             | 拍 pāi            |
| 1012  | T       | tera           | 垓 gāi              | 太 tài             | 兆 zhào           |
| 109   | G       | giga           | 京 jīng             | 吉 jí              | 吉 jí             |
| 106   | M       | Mega (prefijo) | 兆 zhào             | 兆 zhào            | 百萬 bǎiwàn       |
| 103   | k       | kilo           | 千 qiān             | 千 qiān            | 千 qiān           |
| 102   | h       | hecto          | 百 bǎi              | 百 bǎi             | 百 bǎi            |
| 101   | da      | deca           | 十 shí              | 十 shí             | 十 shí            |
| 10-1  | d       | deci           | 分 fēn              | 分 fēn             | 分 fēn            |
| 10-2  | c       | centi          | 厘 lí               | 厘 lí              | 厘 lí             |
| 10-3  | m       | mili           | 毫 háo              | 毫 háo             | 毫 háo            |
| 10-6  | µ       | micro          | 微 wēi              | 微 wēi             | 微 wēi            |
| 10-9  | n       | nano           | 纖 xiān             | 纳 nà              | 奈 nài            |
| 10-12 | p       | pico           | 沙 shā              | 皮 pí              | 皮 pí             |
| 10-15 | f       | femto          | 塵 chén             | 飞 fēi             | 飛 fēi            |
| 10-18 | a       | atto           | 渺 miǎo             | 阿 à               | 阿 à              |
| 10-21 | z       | zepto          |                     | 仄 zè              | 介 jiè            |
| 10-24 | y       | yocto          |                     | 幺 yāo             | 攸 yōu            |

Actualmente, el sistema huāmǎ solo se usa para representar precios en mercados chinos o en facturas tradicionales escritas a mano. Siguiendo el estándar Unicode versión 3.0, estos caracteres se denominan numerales de estilo Hangzhou. Esto indica que no solo se usa por el cantonés en Hong Kong. En el estándar Unicode 4.0, se añadió un erratum que rezaba:
Los numerales Suzhou (en chino sūzhōu mǎzi) son guarismos especiales usados por los comerciantes para representar precios de bienes. El uso de "HANGZHOU" en los nombres es inapropiado.
Este uso inapropiado sigue vigente en el estándar Unicode.
En huāmǎ, se usan símbolos especiales en lugar de los guarismos chinos. Los dígitos son posicionales. Cuando se escribe horizontalmente, el valor numérico se escribe en dos filas, por ejemplo:
|  | 〤〇〢二 拾元 |

La fila superior contiene los símbolos numéricos, por ejemplo, 〤〇〢二 significa 4022. La fila inferior consiste en uno o más carcteres chinos que representan la unidad del primer dígito en la primera fila. La primera parte en la fila inferior indica el orden del primer dígito en la fila superior, como por ejemplo, qiān (千) para mil, bái (百) para cien, shí (拾) para diez, un espacio para uno, etc. 
La segunda parte denota la unidad de medida, tal como yuán (元 para dólar), máo (毫 o 毛 para 10 centavos), xiān (仙 para 1 centavo), lǐ (里 para la milla china) o cualquier otra.
Si los caracteres shí yuán, (拾元, "10 dólares") están bajo los dígitos 〤〇〢二, se lee como 40 dólares y 22 centavos.
Adviértase que la coma decimal es implícita cuando el primer dígito 4 se sitúa en la posición de las decenas.
Esto es muy similar a la moderna notación científica para números de coma flotante donde los dígitos significativos aparecen en la mantisa y la posición se específica en el exponente.
Cuando se escribe verticalmente, este ejemplo se escribe:
|  | 〤 〇 〢 二 拾 元 |

Los dígitos de los numerales Suzhou están definidos entre U+3021 y U+3029 en Unicode. 
El cero se representa con un círculo, probablemente el numeral '0', la letra 'O' o el carácter 〇 puede servir para esa función.
Los ceros son innecesarios en este sistema.
Existen caracteres adicionales que representan 10, 20, 30 y 40: 十, 卄, 卅, y 卌, respectivamente.
Los dígitos del uno al tres tienen versiones vertical y horizontal para poder alternarse en caso de que coincidan juntos en el mismo número. 
Usualmente el primer dígito usa la versión vertical.
Ejemplo:21 se escribe como || - (〢一) en vez de || | (〢〡), el cual puede confundirse con 3.

## Gestos manuales
Existe un método común de usar una mano para representar los números del uno al diez. Mientras que los cinco dedos de una mano pueden representar los números del uno al cinco, los números del 6 al 10 tienen signos especiales que se pueden usar en el comercio en la comunicación del día a día.

## Miscelánea
Durante las dinastías Ming y Qing (cuando se introdujeron los números arábigos por primera vez en China), algunos matemáticos chinos usaron los caracteres propios del chino como dígitos de un sistema posicional. Tras la dinastía Qing, tanto estos como los numerales Suzhou fueron reemplazados por los números arábigos en escrituras matemáticas.
Los caracteres tradicionales chinos también se usan en Japón y Corea. En texto vertical (leído de arriba abajo) la norma es usar caracteres para los números, mientras que en texto horizontal, son más comunes los arábigos. Los guarismos chinos también se usan de forma decorativa igual que los romanos en la cultura occidental. Estos pueden aparecer junto a los arábigos en el mismo signo o documento.
- Datos: Q683566
- Multimedia: Chinese numerals / Q683566